# كلاتة شمس
كلاتة شمس (بالفارسية: کلاته شمس) هي قرية تقع في قسم كاخك الريفي في إيران. يقدر عدد سكانها بـ 86 نسمة بحسب إحصاء 2016.